# Tom Clancy’s Splinter Cell: Chaos Theory
Tom Clancy’s Splinter Cell: Chaos Theory ist der dritte Teil der Stealth-Spielserie Splinter Cell. Er wurde vom kanadischen Studio Ubisoft Montreal entwickelt und vom französischen Publisher Ubisoft veröffentlicht. Der Titel erschien 2005 für Xbox, Windows, Nintendo GameCube, Nintendo DS, PlayStation 2 und N-Gage.
Die Handlung wurde vom Autor Tom Clancy angeregt. Die Hauptfigur ist wie in den Vorgängern Sam Fisher, ein Agent, der für Third Echelon, einer fiktiven und geheimen Operationsstruktur der National Security Agency (NSA), arbeitet. Er untersucht zunächst die Entführung mehrerer Informatiker. Seine Ermittlungen führen ihn nach Ostasien, wo er auf einen japanischen General stößt, der einen Krieg zwischen Nordkorea und den USA auslösen will. Der Titel ist im Konzept ein Shooter, bei dem der Spieler häufig effektiver durch unauffälliges Vorgehen als durch rohe Gewalt zum Ziel gelangt.
Chaos Theory wurde von der Fachpresse überwiegend positiv bewertet. Besonders die Windows-Version und die Xbox-Version schnitten gut ab und erzielten Metawertungen von über 90 %. Sie wurden in grafischer und spielerischer Hinsicht als außergewöhnlich stark bezeichnet. Die Ausführungen für die anderen Plattformen schnitten tendenziell schwächer ab, da diese laut den Rezensenten technisch und gestalterisch schwächer sind.
Trotz der positiven Reaktion der Magazine waren die Verkaufszahlen von Chaos Theory geringer als die der Vorgänger. Der Titel ist der erste der Splinter-Cell-Reihe, von dem weniger als drei Millionen Einheiten abgesetzt wurden.
2011 wurde der Titel gemeinsam mit den beiden Vorgängern Splinter Cell und Splinter Cell: Pandora Tomorrow in einer grafisch überarbeiteten Version für die PlayStation 3 und den Nintendo 3DS veröffentlicht.

## Handlung
Splinter Cell: Chaos Theory spielt im Jahr 2007, ein Jahr später als der Vorgänger Pandora Tomorrow, an verschiedenen Orten in Amerika und im Fernen Osten. Der Spieler übernimmt die Rolle des amerikanischen Geheimagenten Sam Fisher, der das Verschwinden des Informatikers Bruce Morgenholt untersucht. Morgenholt, ein Spitzeninformatiker, der an Verschlüsselungsalgorithmen forschte, wurde von einer südamerikanischen Terroristengruppe unter Hugo Lacerda entführt. Fisher wird in eine Festung entsandt, die als Quartier der Terroristen dient, um den Informatiker zu befreien und Lacerda auszuschalten. Die Terroristen töten allerdings während des Einsatzes Morgenholt durch Folter mit Stromschlägen in einem Verhör. Lacerda verlässt inzwischen die Festung mithilfe eines Frachters, der Maria Narcissa. Fisher folgt ihm auf den Frachter und eliminiert ihn. Dabei entdeckt er durch Auffinden eines Frachtbriefes der Ladung Hinweise auf Geldgeber aus Panama.
Als Fisher daraufhin in die panamaische Zentralbank einbricht, findet er in einem Büro Dokumente über einen Zerkhezi, der ebenfalls an der Entwicklung der umkämpften Algorithmen beteiligt gewesen ist. Kurz darauf fällt in New York und in Japan der Strom aus. Fisher wird nach New York geschickt, um Hinweise über den Stromausfall zu finden, hinter dem ein gezielter Angriff vermutet wird. Außerdem soll er Zerkhezis Wohnung durchsuchen, die sich ebenfalls in New York befindet. Dort findet er einen Hinweis auf die Organisation Displace International, eine Firma, die Privatarmeen und Waffen vermietet. Diese Firma gehört jedoch einem Bekannten der NSA, Doug Shetland; dieser hat in der Vergangenheit Sam bei seinen Missionen unterstützt. Es entsteht die Vermutung, dass Doug mit dem ganzen Chaos in New York zu tun haben könne. Die daran anschließende Infiltration der Firma ergibt, dass ein gewisser Milan Nedich, ein international gesuchter Söldner, von Displace gemeinsam mit Zerkhezi nach Hokkaidō eskortiert wurde. Nach dieser Mission findet eine Einsatzbesprechung bei Third Echelon statt. Zeitgleich wird im Gelben Meer ein amerikanisches Kriegsschiff, die U.S.S. Walsh, von einer Rakete versenkt, die von einer nordkoreanischen Basis abgefeuert wurde. Fisher macht sich daraufhin auf nach Hokkaido, findet Nedich und tötet ihn. Bei dem Versuch, Zerkhezi zu entführen, wird dieser jedoch vom Leiter von Displace, Doug Shetland, ermordet. Sam versucht, Shetland festzusetzen, allerdings gelingt es diesem, zu fliehen. Anschließend wird Fisher zu einer nordkoreanischen Küstenbatterie geschickt, um Informationen über die Rakete zu sammeln, die das amerikanische Schiff versenkt hat. Dort findet er Beweise, dass die Rakete nicht von der nordkoreanischen Führung abgefeuert worden ist. Dennoch rückt Nordkorea über die DMZ vor – es herrscht Krieg in Seoul. Sam wird dorthin gebracht, da man in der Batterie keine längere Verbindung als nach Seoul fand. Dort gelingt es Sam, Anzeichen von „DVORAK“ in der Datenbank zu finden. DVORAK ist ein Computer, der eine eigenartige Technologie besitzt und zuvor in Zerkhezis Penthouse aufgefunden worden ist. Das ist scheinbar der Beweis, dass die Südkoreaner die Rakete abgefeuert haben. Sam sendet die Information einem amerikanischen Flugzeug, dieses wird jedoch abgeschossen, bevor es die Daten übertragen kann. Um zu verhindern, dass diese in die Hände der Nordkoreaner fallen, begibt sich Sam zur Absturzstelle. Dort muss er jedoch feststellen, dass er die Daten unmöglich bergen kann. Er erteilt deshalb die Anweisung, das Flugzeugwrack aus der Luft zu zerstören, um die Datenträger zu vernichten.
Inzwischen hat der amerikanische Geheimdienst Shetland in einem Badehaus in Tokio aufgespürt. Sam begibt sich dorthin, um ein Gespräch von ihm abzuhören. Während der Mission beobachtet er zwei Mitglieder einer Abteilung der japanischen Armee. Diese steht unter dem Kommando von Admiral Otomo, der ein Verbündeter der USA zu sein scheint. Als Fisher das Meeting überwacht, wird klar, dass Otomos Leute Shetlands Partner sind. Bei einem folgenden Streit tötet Shetland die Japaner und versucht zu fliehen. Im Badehaus bricht ein Feuerkampf aus. Fisher verfolgt Shetland, stellt ihn auf dem Dach des Badehauses und schaltet ihn aus.
Die Amerikaner lehnen einen militärischen Einsatz gegen Japan zunächst ab, da sie noch keine Informationen darüber besitzen, ob die japanische Regierung oder lediglich Otomo allein für den Angriff verantwortlich ist. Fisher wird daher in das japanische Verteidigungsministerium geschickt, um Informationen zu sammeln. Dabei findet er heraus, dass Otomo für den Angriff allein verantwortlich ist. Die übrigen japanischen Militärs, die um Otomos Handlungen wussten, hatte er zur Kooperation gezwungen, indem er gedroht hatte, mit einer per Netzwerkangriff gekaperten nordkoreanischen Rakete eine japanische Stadt zu vernichten. Fisher dringt jedoch in das Hauptquartier Otomos ein, zerstört seinen Server und stellt den General. Dieser jedoch will einem Kriegsverbrecherprozess entgehen und versucht, sich mit einem Messer zu töten. Sam rettet ihm jedoch das Leben. Otomo wird anschließend verhaftet und vor einem Kriegsgericht angeklagt.

## Spielprinzip

### Allgemein
Das grundlegende Spielprinzip wurde aus den Vorgängern übernommen. Chaos Theory ist ein Shooter, bei dem das unauffällige Bewegen im Vordergrund steht. Eine große Bedeutung besitzen dabei vorherrschende Lichtverhältnisse und Umgebungsgeräusche. Für den Spieler ist es stets von Vorteil, sich in dunklen Gebieten zu bewegen. Dem Spieler stehen zwei Anzeigen zur Verfügung, die zeigen, wie stark er optisch und akustisch wahrnehmbar ist. Ferner umfasst seine Ausrüstung ein Nachtsichtgerät und eine Wärmebildkamera, mit denen er sich im Dunkeln orientieren kann. Des Weiteren steht ihm ein optisches Kabel zur Verfügung, das er in Türschlösser einführen und damit die Räume hinter den Türen ausspionieren kann.
Das Kämpfen spielt im Spiel dagegen eine untergeordnete Rolle. Der Spieler führt zwar bei jedem Einsatz Feuerwaffen mit sich, bekommt für diese jedoch nur wenig Munition zur Verfügung gestellt. Kommt es zu einem hörbaren Schusswechsel, wird meist ein Alarm ausgelöst, der das gesamte Einsatzgebiet in Alarmbereitschaft versetzt, was das Erfüllen weiterer Missionsziele oft deutlich erschwert. In einigen Missionen ist es daher erforderlich, niemanden anzugreifen.
Wenn ein Kampf unvermeidbar ist, kann der Spieler seine Gegner aus dem Hinterhalt angreifen. Gelingt ein solcher Angriff, kann der Gegner verhört, außer Gefecht gesetzt oder als Schutzschild vor feindlichem Beschuss verwendet werden. Angriffe aus dem Hinterhalt können auf vielfältige Weise erfolgen. Der Spieler kann sich ducken, an Rohren und Hauswänden klettern oder sich an Balkonen und Mauern festhalten.

### Bewaffnung

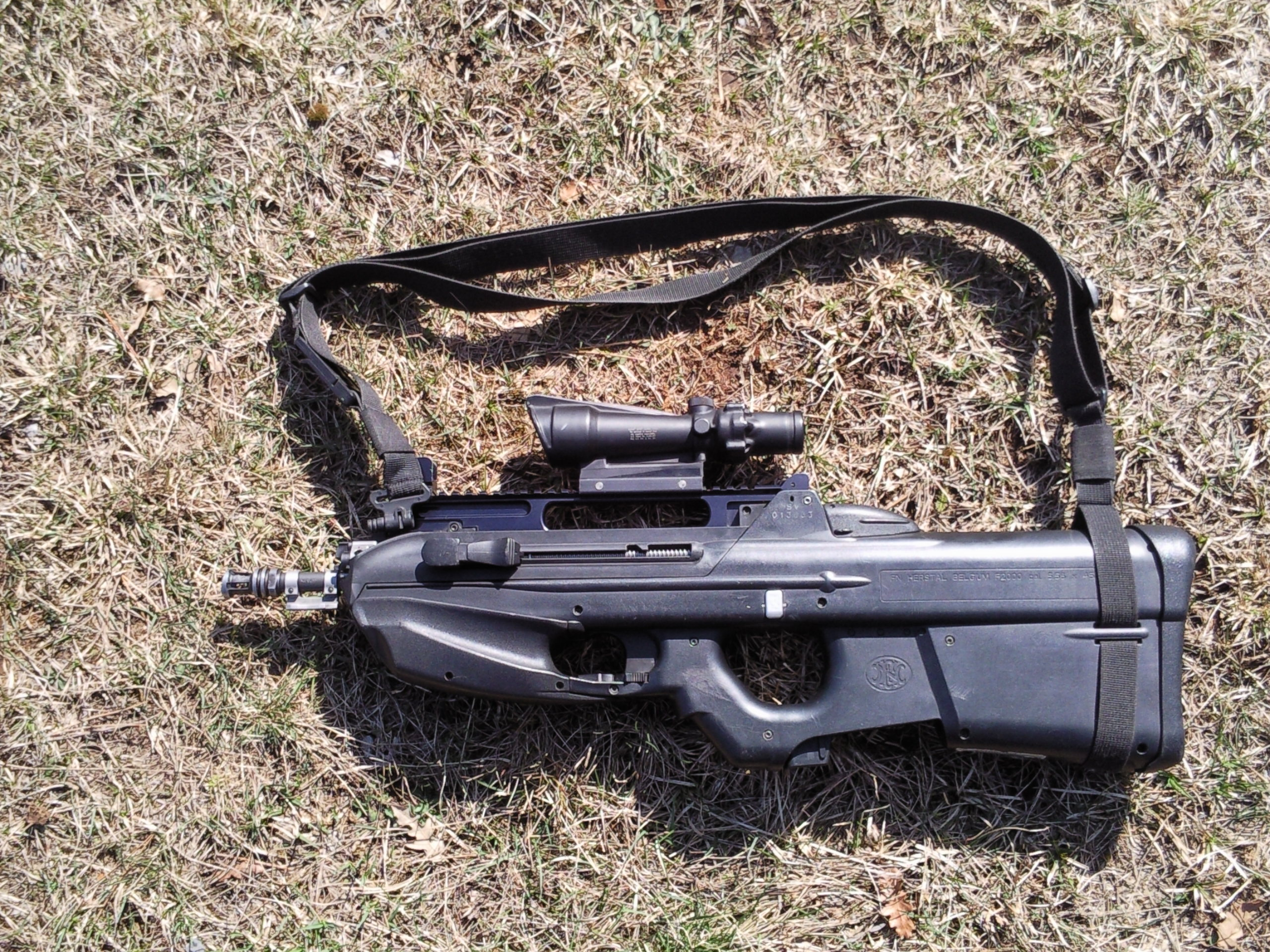
Die FN F2000, die Basis für die SC-20K

Zu Beginn ein jeder Mission kann der Spieler aus drei Waffenkonfigurationen wählen. Die erste ist angriffsorientiert und stellt dem Spieler viel Munition und durchschlagskräftige Gewehre zur Verfügung. Die zweite ist auf Tarnung und Unauffälligkeit ausgelegt, stellt dem Spieler vielseitige, nicht-tödliche Waffen zur Verfügung. Die dritte ist auf die jeweilige Mission abgestimmt und meist eine ausgewogene Mischung aus tödlichen und nicht-tödlichen Waffen. Bei Missionen, bei denen es verboten ist, Personen zu töten, steht die angriffsorientierte Konfiguration nicht zur Verfügung. Dem Spieler stehen zwei Waffen zur Verfügung, die realen Waffen nachempfunden sind, allerdings umbenannt wurden.
Die SC-20K ist ein Sturmgewehr, für das mehrere Aufsätze zur Verfügung stehen. Darunter fallen Visiere mit unterschiedlichem Zoom-Faktor und Aufsätze für Schrotladungen für den Kampf auf kurzer Distanz. Ein weiteres Modul feuert nicht-tödliche Schockmunition an Stelle von herkömmlichen Patronen ab. Weitere Module statten das Gewehr mit Gasgranaten und Haft-Kameras aus. Erstere dienen zum Betäuben von Gegnern, letztere können dazu verwendet werden, Kameras an Gegnern oder unzugänglichen Stellen zu platzieren. Zur besseren Kontrolle des Schützen über die Waffe kann ein zusätzlicher Griff montiert werden, der die Zielgenauigkeit der SC-20K erhöht und ihren Rückstoß vermindert.

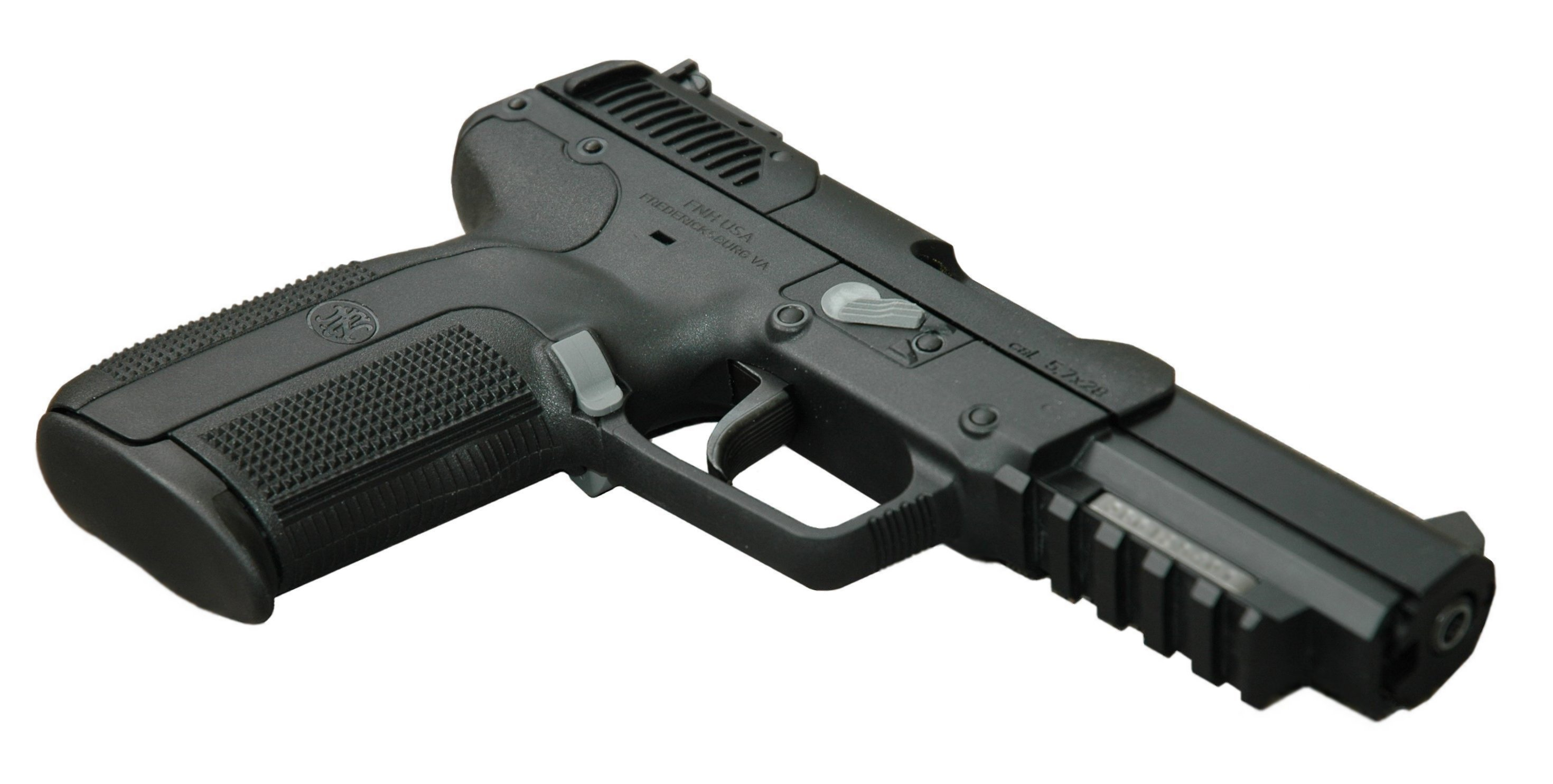
Die 5-7 SC ist an die FN Five-seveN angelehnt

Die 5-7 SC ist eine Pistole für die ebenfalls mehrere Module zur Verfügung stehen. Ein besonderes, das eine Neuerung in der Splinter-Cell-Reihe ist, ist ein Pistolenaufsatz mit EMP-Funktion. Dieses als OCP (Optically Channeled Potentiator) bezeichnetes Gerät bietet dem Spieler vielfältige Optionen. So kann er damit elektrisches Licht löschen, Alarmanlagen stören oder Kameras deaktivieren. Die Waffe benötigt allerdings nach jedem Schuss einige Sekunden zur Regeneration. Auch weisen die anvisierten Geräte nur eine kurzfristige Störung auf und sind nach einigen Sekunden wieder voll funktionsfähig.
Zu den Neuerungen gegenüber den früheren Serienteilen zählt außerdem ein Kampfmesser, das Fisher jederzeit mit sich führt und zum lautlosen Ausschalten von Feinden verwenden kann. Auch kann der Spieler damit Öffnungen in Zeltplanen o. ä. schneiden und sich damit zusätzliche Verstecke und Wege schaffen. Ferner kann er mit dem Messer Tanks von Generatoren durchstechen und damit die elektrischen Anlagen der infiltrierten Gebäude außer Gefecht setzen.

### Bewertungs-System
Während der Spieler eine Mission spielt, wird permanent sein Vorgehen vom Computer analysiert und mit einer internen Datenbank abgeglichen. Zu den überwachten Parametern zählen neben den bei solchen Systemen häufig vertretenen Kategorien wie die Erfüllung aller Nebenmissionen oder die Anzahl getöteter Zivilisten auch Statistiken zu dem taktischen Vorgehen des Spielers. So wird ein möglichst kampffreies Spiel, bei dem der Spieler weitgehend unentdeckt bleibt und in keine Schießerei verwickelt wird, als gut bewertet, während action- und gefechtslastiges Lösen der Level mit Abzügen bestraft wird. Am Ende jeder Mission gibt das Spiel eine Übersicht aus, wie gut der Spieler die Mission bewältigt hat.

### Mehrspieler-Modus
Chaos Theory verfügt über einen zweigeteilten Mehrspieler-Modus. Der eine ist kooperativ gestaltet, d. h., er erfordert, dass zwei Spieler miteinander arbeiten und Einsatzziele bewältigen. Der andere ist als Wettkampf zwischen menschlichen Spielern konzipiert und ähnelt den Modi herkömmlicher Shooter. Beide Modi können in der Windows- und in der Xbox-Version über das Internet und über ein Netzwerk gespielt werden. Auf den anderen Plattformen gibt es die Modi ebenfalls, allerdings ist er nur im Split-Screen-Modus spielbar.
Der Kooperativ-Modus, besteht aus sieben zusätzlichen Missionen, die zwei Spieler miteinander bestreiten. Die grundlegende Gestaltung der Mehrspieler-Missionen ist denen der Einzelspieler-Kampagne ähnlich, allerdings sind einige Bestandteile der Missionen nur durch Zusammenarbeit der beiden Spieler zu bewerkstelligen.
Bei dem bereits aus dem Vorgänger bekannte Versus-Modus, umfasst verschiedene Einsätze. Zu diesen zählen ein Capture the flag-Modus, bei dem zwei mit nicht-tödlichen Elektroschusswaffen ausgerüstete Spione versuchen, Datenträger aus schwer bewachten Einsatzgebieten zu schmuggeln. Ein zweiter Modus stellt einen Death Match-Modus dar, in dem die Spione versuchen, ausgerüstet mit schlagkräftigeren Waffen in einem Zielgebiet so viele Gegner wie möglich auszuschalten.

## Entwicklungsgeschichte

### Entwicklung
Splinter Cell: Chaos Theory wurde am 10. Mai 2004 das erste Mal seitens des Publishers als Splinter Cell 3 angekündigt. Dabei wurden verschiedene neue Elemente, die im Spiel enthalten sein würden, vorgestellt, in spielerischer Hinsicht etwa ein Kampfmesser sowie komplexere Missionsgestaltung und in technischer Hinsicht verbesserte Grafiken und Animationen. Knapp zwei Wochen später wurde der Titel auf der Spielemesse E3 in Los Angeles ausgestellt. Dabei stand insbesondere die leistungsstarke Grafik des Titels im Vordergrund. Am 13. Juli gab Ubisoft bekannt, dass Splinter Cell 3 unter dem Titel Splinter Cell: Chaos Theory erscheinen werde. Ende 2004 kündigten die Entwickler an, dass der ursprünglich anvisierte Veröffentlichungszeitraum, Winter 2004, nicht mehr realisiert werden würde. Stattdessen sollte der Titel im März 2005 erscheinen. Im Februar 2005 veröffentlichten die Entwickler eine Demo-Version, die die erste Mission der Einzelspieler-Kampagne umfasste.

### Grafik

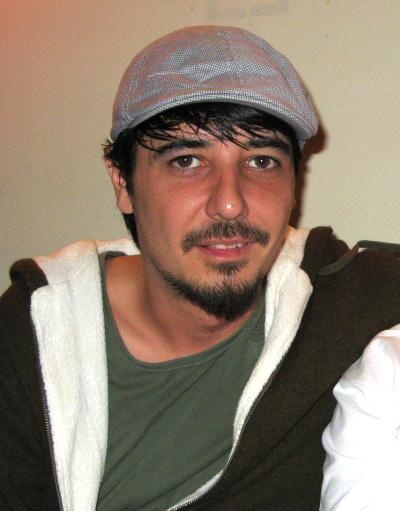
Der Brasilianer Amon Tobin komponierte den Soundtrack für Chaos Theory.

Die Grafik-Engine des Spiels wurde im Vergleich zu den Vorgängern stark überarbeitet. Sie basiert anders als die der Vorgänger nicht mehr direkt auf der Unreal Engine, sondern auf der eigens für das Spiel entwickelten SC3-Engine, einer Modifikation der Unreal-Engine. Diese unterstützt verschiedene, damals sehr moderne, Techniken wie Normal Mapping und High Dynamic Range Rendering. Als eines der ersten Videospiele überhaupt verwendet Splinter Cell: Chaos Theory außerdem das Vertex-Shader Modell 3, was besonders für die Modellierung von Licht und Schatten von Vorteil ist. Ferner ist der Titel der erste der Splinter-Cell-Reihe, der von Ragdoll-Effekten, welche das physikalisch korrekte Verhalten unbelebter Körper simulieren, Gebrauch macht. Bei Veröffentlichung zählte der Titel zu den grafisch fortschrittlichsten und anspruchsvollsten auf dem Markt.

### Ton und Synchronisation

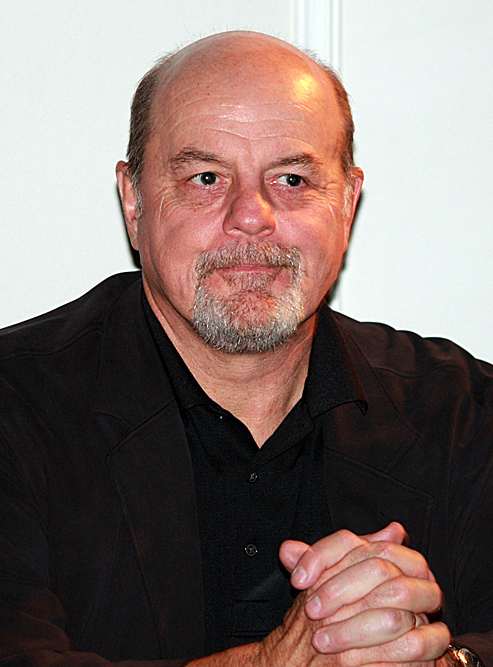
Michael Ironside vertonte die Hauptfigur, Sam Fisher.

Die Musik zum Videospiel wurde von Amon Tobin geschrieben. Auch der Däne Jesper Kyd wirkte bei der Komposition mit. Am 25. Januar 2005 wurde der Soundtrack von Ninja Tune als Album mit dem Titel Chaos Theory – Splinter Cell 3 Soundtrack veröffentlicht, es erschien damit ein halbes Jahr vor dem Spiel selbst. Die Stücke des Albums sind allerdings nicht identisch mit denen, die im Spiel verwendet werden, sondern ähneln diesen nur. Die im Spiel verwendeten Stücke sind überwiegend der Gattung der elektronischen Musik zuzuordnen. Beim Spielen ist die Musik standardmäßig sehr ruhig und nur im Hintergrund wahrnehmbar. Nähern sich Gegner oder kommt es zu Kampfszenen, wird die Musik deutlich lauter und schneller.
Das Spiel besitzt standardmäßig eine englische Sprachausgabe, für die Synchronisationen in mehreren Sprachen, darunter in Deutsch, angefertigt wurden.
Als prominente Sprecher wirkten die Schauspieler Michael Ironside als Agent Fisher und Don Jordan in der Rolle von Colonel Lambert mit. In der deutschen Synchronisation wurde Fisher von Martin Keßler gesprochen.
Die folgende Tabelle gibt einen Überblick über die Sprecher der Hauptfiguren und der wichtigsten Nebenfiguren.
| Charakter        | englischer Sprecher | deutscher Sprecher     | Rolle                                                              |
| ---------------- | ------------------- | ---------------------- | ------------------------------------------------------------------ |
| Sam Fisher       | Michael Ironside    | Martin Keßler          | Protagonist, einziger spielbarer Charakter                         |
| Irving Lambert   | Don Jordan          | Jürgen Kluckert        | Vorgesetzter Fishers, gibt die Ziele der Missionen vor             |
| Anna Grimsdottir | Claudia Besso       | Anja Niederfahrenhorst | Einsatzkoordinatorin, gibt Fisher Tipps für das taktische Vorgehen |
| William Redding  | Thor Bishopric      | Markus Pfeiffer        | Techniker, gibt Fisher Tipps für den Umgang mit seiner Ausrüstung  |
| Douglas Shetland | Marcel Jeannin      | Jürg Löw               | ehemaliger US-Agent, Antagonist des Spiels                         |
| Milan Nedich     | Andreas Apergis     | Thomas Jacobs          | Söldner, arbeitet mit Shetland zusammen                            |
| Toshiro Otomo    | Terrence Scammell   | Hans Bayer             | Japanischer Admiral und Kriegstreiber, zweiter Antagonist          |
| Hugo Lacerda     | Luis de Cespedes    | Thomas Lang            | Peruanischer Terrorist, arbeitet für Shetland                      |

### Veröffentlichung
Im März 2005 erschien Chaos Theory schließlich für zahlreiche Plattformen in Nordamerika und Europa. Bei der Veröffentlichung wurde eine offizielle Website für das Spiel freigeschaltet, die allerdings inzwischen geschlossen wurde. Im November 2005 folgte auch die Markteinführung in Japan.
Nach der Veröffentlichung von Chaos Theory gaben die Entwickler mehrere kostenlose Karten für Mehrspieler-Partien heraus. Neben der normalen Version wurde eine Limited Edition angeboten, die neben dem Spiel einige Zusätze wie Bonus-Missionen, Video-Tagebücher der Entwickler, zusätzliche Soundtracks und einige Bildschirmhintergründe beinhaltete. Nach dem Erscheinen von Double Agent wurde dieser Titel mit den drei ersten Teilen der Splinter-Cell-Reihe in einer Tetralogie veröffentlicht.
In Südkorea wurde 2006 verboten, das Spiel zu verkaufen. Als Grund wurde seitens der Regierung angegeben, dass der Titel einen Krieg zwischen den beiden Nationen auf der koreanischen Halbinsel behandele und dadurch Nordkorea provozieren könne. 2007 wurde das Verbot allerdings aufgehoben.

### Neuauflagen
Anfang 2011 erschien eine überarbeitete Version von Chaos Theory für den Nintendo 3DS unter dem Titel Splinter Cell 3D. Für die Neuauflage wurden einige Elemente des Spielprinzips sowie die Grafik deutlich vereinfacht. So beinhaltet sie z. B. keinen Mehrspieler-Modus. Dafür wurden gewisse Neuerungen aus nachfolgenden Titeln übernommen, etwa die Einblendung von Missionszielen an geeigneten Flächen in der Nähe der Spielfigur.
Die Rezeption bei der Fachpresse fiel mäßig aus. Für die Portierung berechnete Metacritic eine Wertung von 53 von insgesamt 100 erreichbaren Punkten. Neben den Vereinfachungen wurde auch die mangelnde Intelligenz der Computergegner, die, laut den Testern, das Kernelement des Spiels, das Schleichen, überflüssig mache. Weitere Kritik äußerten Tester des Magazins N-Zone an der Gestaltung des Spiels für die mobile Konsole. Für diese sei das Spiel insgesamt zu dunkel gestaltet. Auch sei die Steuerung des Spiels auf der 3DS zu komplex ausgefallen, die Anbindung des Touchscreens sei nicht optimal gelungen.
Im 2011 erschienen hochauflösende Versionen der ersten drei Splinter-Cell-Titel zum Download im PlayStation Network. Diese Versionen erhielten überarbeitete Texturen, modernere Grafikalgorithmen sowie kleinere Modifikationen des Spielprinzips. Die Überarbeitungen erhielten aber wie die 3DS-Version mäßige Bewertungen. Kritikpunkte waren besagte Änderungen am Spielprinzip, z. B. eine umständliche Speicherfunktion sowie technische Schwierigkeiten. Die Remakes wiesen bei Veröffentlichung Programmierfehler, etwa Schwierigkeiten mit der Steuerung, auf. Außerdem verzichteten auch die PS3-Versionen der Splinter-Cell-Titel auf Mehrspieler-Modi.

## Chaos Theoryim Kontext derSplinter-Cell-Reihe

### Vergleich mit früherenSplinter-Cell-Titeln
Chaos Theory übernahm wesentliche Elemente aus den Vorgängern, so die Hauptfiguren, einige Ausrüstungsgegenstände und die Spielmechaniken. Diese Elemente wurden im Detail verfeinert, in erster Linie durch das Einführen neuer Fähigkeiten der Hauptfigur und neuer Ausrüstungsgegenstände. Dabei stand bei diesem Titel insbesondere der Nahkampf im Fokus, für den dem Spieler einige neue Angriffsbewegungen zur Verfügung gestellt wurden. Auch das Kampfmesser ist eine zentrale Neuerung, da es das erste Mal in der Spielreihe ist, dass die Hauptfigur eine Waffe für den Nahkampf besitzt. Die Missionsgestaltung erfuhr ebenfalls Änderungen, da die Karten in Chaos Theory insgesamt deutlich weitläufiger und vielfältiger gestaltet wurden, als in früheren Titeln. Dadurch wurden die Handlungsoptionen des Spielers zusätzlich erhöht. Dazu trugen auch diverse Änderungen an KI-Routinen bei, die darauf zielten, Computerspieler dynamischer auf ihre Umgebung reagieren zu lassen. Weiterhin erfuhr der Mehrspieler-Modus größere Überarbeitung, da es zum ersten Mal in der Reihe ermöglicht wurde, zu zweit gegen computergesteuerte Gegner anzutreten.

### Einfluss auf nachfolgende Titel
Die in Chaos Theory eingeführten Neuerungen am Spielprinzip und an der Ausrüstung wurden größtenteils aufgrund ihrer positiven Resonanz auch in den Nachfolgern beibehalten. Lediglich die Mehrspieler-Modi wurden mit den generellen, auch technisch bedingten, Kürzungen in Essentials und der Abschaffung des Death Match-Modus in Conviction eingeschränkt. Allerdings entfernten sich die folgenden Spiele zunehmend von dem Konzept des Stealth-Shooters hin zu herkömmlichen Ego-Shootern. Im weiteren Verlauf der Serie veränderte sich auch das Konzept der Handlungen. Während in den ersten drei Teilen die Handlungen noch relativ in sich geschlossen und von der Struktur her ähnlich waren, so entwickelten sie sich ab Essentials mehr und mehr zu einer fortdauernden Erzählung.

## Rezeption

### Zeitgenössische Kritik
Chaos Theory schnitt bei den meisten Spielemagazinen außergewöhnlich gut ab. Die schwächste Metawertung des Originalspiels betrug 81 %. Am besten wurde meist die Xbox-Version eingestuft, die laut den Testern technisch das Maximum aus der Konsole heraushole. Im Rückblick bewerteten viele Kritiker den Titel als einen der besten der Splinter-Cell-Reihe.
Das Online-Magazin IGN wohnte bereits der Präsentation auf der E3 bei und bewertete das Spiel bei dieser Präsentation als Titel mit der besten Grafikleistung. Die amerikanische Version des Magazins veröffentlichte neben einer schriftlichen Bewertung auch ein Video-Review zu Chaos Theory. Der Autor David Clayman vergab für den Titel in mehreren Kategorien, wie z. B. bei Grafik und Ton, die Höchstwertung. Sowohl in technischer als auch in optischer Hinsicht sei das Spiel herausragend. Das Spielprinzip sei für einen Splinter-Cell-Titel sehr actionlastig, dies wirke sich allerdings nicht negativ auf die Qualität und den Unterhaltungswert des Spiels aus. Die Xbox- und Windows-Versionen von Chaos Theory erhielten außergewöhnlich hohe Wertungen und erlangten beinahe die maximale Punktzahl. Die anderen Versionen seien zwar nicht schlecht geworden, ihnen fehle es allerdings an den herausragenden Eigenschaften, die die anderen Ausführungen auszeichnen.
Greg Kasavin von GameSpot lobte die Grafik und die gute Vertonung des Spiels. Lediglich bei der GameCube-Version sei diese nur mäßig und besitze einige Fehler. Die Kampagne wurde bei allen Versionen positiv bewertet. Den einzigen Kritikpunkt stellte die große Ähnlichkeit zum Vorgänger Pandora Tomorrow dar. Auch hier schnitten die Titel auf der PlayStation 2 und auf dem GameCube schwächer ab, da die Qualitätsunterschiede zu den anderen Versionen zu offensichtlich und zu deutlich spürbar seien.
Petra Schmitz von der Spielezeitschrift GameStar beschrieb den Titel als eine gelungene Weiterentwicklung. Das Spielprinzip sei im Vergleich zum Vorgänger zwar nur minimal weiterentwickelt worden, in technischer Hinsicht habe das Spiel allerdings stark zugelegt. Grafisch sei das Spiel eines der besten auf dem Markt und die künstliche Intelligenz sei äußerst leistungsfähig. Kritik übte sie an der Handlung, bei der die Charaktere insgesamt zu blass erscheinen sowie am Mehrspieler-Modus, der zu kurz sei.
Die Redakteure des Online-Magazins 1Up.com verglichen die verschiedenen Ausführungen von Chaos Theory miteinander und stuften die Xbox-Version und die Windows-Version als gleichermaßen herausragend ein. Die Windows-Umsetzung sei die grafisch am besten gelungenste, auf der Xbox sei die Steuerung in allen Spielmodi am besten gelungen. Auf der PlayStation 2 wirke die Präsentation des Spiels hingegen deutlich blasser, die Grafik sei zwar gut, allerdings überrage sie ihre Konkurrenz nicht, wie es bei anderen Versionen der Fall ist. Auch sei der Mehrspieler-Modus schwächer als in den Versionen für die Xbox und für Windows, da kein Online-Spiel möglich ist und einige Spielmodi und Level gekürzt wurden. Auf der GameCube wirke der Titel insgesamt am schwächsten, da der Mehrspieler-Modus bei dieser Version noch weiter beschnitten wurde. Auch technisch könne er mit den anderen Versionen kaum mithalten.
In einem Testbericht lobten Redakteure der Zeitschrift Edge die vielfältigen Bewegungs- und Aktionsmöglichkeiten, die die Spielfigur besitzt. Dazu zählen insbesondere die Fertigkeiten beim Anschleichen und Überwältigen sowie im unbewaffneten Nahkampf. Auch bei Edge wurden vier Versionen des Spiels verglichen, die allerdings ähnlich gut abschnitten.

### Retrospektive Kritik
2012 veröffentlichte IGN einen retrospektiven Bericht über namhafte Spielereihen, die von Tom Clancy beeinflusst wurden, darunter auch Splinter Cell. Chaos Theory habe die Serie sowohl im Einzelspieler- als auch im Mehrspieler-Modus qualitativ verbessert und verfeinert. Dadurch sei es für viele auch der Höhepunkt der Splinter-Cell-Reihe gewesen.
Das Edge-Magazin veröffentlichte ebenfalls eine rückblickende Kritik. Im Vergleich mit dem Nachfolger Double Agent bewerteten die Autoren Chaos Theory als einen der besten Titel der Spielereihe, dessen Niveau bislang nicht übertroffen wurde. Das Spiel habe seinerzeit durch spannendes Level- und Charakterdesign überzeugt. Die Spielumgebungen wirken selbst mehrere Jahre nach der Veröffentlichung noch detailliert, finster und stimmungsvoll. Die Figur Fisher sei derart gut entwickelt und in Szene gesetzt worden, dass sie einem wirklich in Erinnerung bleibe. Dazu tragen sowohl die Dialoge als auch die zahlreichen eleganten Kampffertigkeiten bei, die dem Spieler fordernde Lösungswege bieten und Chaos Theory von den meisten anderen Shootern durch ihre Finesse abheben. In Double Agent sei diese Besonderheit etwas verloren gegangen.

### Auszeichnungen
Chaos Theory erhielt eine Vielzahl von Auszeichnungen. Bereits bei der Präsentation auf der Messe E3 erhielt er eine Auszeichnung der Game Critics Awards in der Kategorie Bestes PC-Spiel. Die Redakteure von IGN vergaben gleich drei Auszeichnungen. Bei seiner Veröffentlichung stuften sie ihn als bestes Spiel des Monats ein und vergaben einen Editor's Choice Award. Später erhielt er auch die Auszeichnung als eines der besten Xbox-Spiele aller Zeiten. Weitere Auszeichnungen erhielt das Spiel von den Zeitschriften GameStar, PC Action, PC Games und PC PowerPlay sowie von diversen Websites, z. B. XboxFront. Auch die Werbung für das Spiel erregte Aufmerksamkeit. Der Trailer des Spiels wurde für den Golden Trailer Award nominiert.

### Verkaufszahlen
Von Chaos Theory wurden laut Angaben des Publishers Ubisoft 1,1 Millionen Einheiten für die Xbox verkauft. Damit verkaufte sich die Xbox-Version von allen Ausführungen am besten. Für die PlayStation 2 wurden schätzungsweise 800.000 Einheiten abgesetzt. Die gesamten Verkaufszahlen belaufen sich auf 2,5 Millionen Spiele. Damit schnitt der Titel schwächer als die beiden Vorgänger ab. Dennoch bewertete Ubisoft den Titel mitsamt der Spieleserie als einen der verkaufsstärksten neben Prince of Persia und Ghost Recon. Ende des Jahres 2005 meldete Ubisoft, dass das Verkaufsjahr sehr erfolgreich gewesen sei, wozu Chaos Theory wesentlich beitrug.

## Nachfolger

### Splinter Cell: Essentials

Logo von Splinter Cell: Essentials

Der direkte Nachfolger von Splinter Cell: Chaos Theory erschien 2006 unter dem Titel Splinter Cell: Essentials. Dieser wurde als Exklusivveröffentlichung für die PlayStation Portable konzipiert. Inhaltlich knüpft er an die Handlung von Chaos Theory und dessen Vorgängern an. Das Geschehen von Essentials ist weitgehend als ein Rückblick auf frühere Einsätze des Agenten Sam Fisher angelegt.
Essentials erhielt schlechtere Kritiken als die Vorgänger. Kritisiert wurden unter anderem die Grafik, die von der Fachpresse als für Splinter-Cell-Titel ungewohnt schwach eingestuft wurde, als auch spielerische Mängel, die durch die Portierung auf die mobile Konsole entstanden seien.

### Splinter Cell: Double Agent

Logo von Splinter Cell: Double Agent

Double Agent erschien ebenfalls 2006, allerdings nicht als Exklusivtitel, sondern für Windows und mehrere Konsolen. In diesem Spiel infiltriert Fisher eine amerikanische Terroristenorganisation namens John Brown's Army. Der genaue Handlungsverlauf variiert zwischen den einzelnen Versionen. Er ist allerdings komplexer gestaltet und bietet verschiedene mögliche Ausgänge, die von den Entscheidungen des Spielers abhängen. Spielerisch greift der Titel dagegen weitgehend auf die Prinzipien von Chaos Theory zurück.
Die Rezeption des Titels fiel weitgehend positiv aus, auch wenn die außergewöhnlich hohen Wertungen von Chaos Theory nicht erreicht wurden. Tester lobten die Ausgestaltung der Handlung, die nun ein wichtigeres Element des Spiels geworden sei und den Spieler mehr einbeziehe. Kritik wurde dagegen daran geübt, dass die grundlegenden Mechaniken des Spiels zu sehr denen der Vorgänger entsprechen, sie also wenig innovativ seien.